# 海南假韶子
海南假韶子（学名：Paranephelium hainanense），为无患子科假韶子属下的一个植物种。其种加词“hainanensis”意为“海南的”。